# Декаедар
Декаедар (геом.) је геометријско тело са десет страна: дека- (grč. δέκα), је грчки префикс и значи десет.
Постоји 32300 тополошки различита декаедра и ниједан није правилан, тако да је ова одредница вишесмислена.

## Галерија
- Декаедар сачињен од 
8 петоугла около 
2 наспрамна четвороугла.
- Петострана 
бипирамида ({\displaystyle J_{13}}).
- Осмоугаона призма.
- Декаедар добијен стапањем двају наспрамних паралелних страница додекаедра.
- Десетострана коцкица[3] за друштвене игре<ref>Види још: Игре на табли или Игра са коцкама.